# Julito Deschamps
Julito Deschamps (* 1930 in Santo Domingo; † 14. November 1985) war ein dominikanischer Pianist, Gitarrist und Sänger. 
Deschamps wurde bekannt mit Aufnahmen wie Tu palabra y la mía von Antonio Morel, dem Duo Poema (mit Francis Santana) und Será muy facíl von Jesús Torres Tejeda. Auch andere seiner Titel wie Llorará por mí, Dos palabras, Negra Soledad, Poquita fe, Háblame, Olvídate de mí, Torpeza (von Antonio Perdomo), Cosas del alma, Tú mi delirio und Como duele una traición hatten andauernden Erfolg. Trotz seiner Öffentlichkeitsscheu fand Deschamps, der Rey del feeling, über die Dominikanische Republik hinaus in anderen karibischen Ländern und den USA Anerkennung.